# Artiodátilos
Os artiodátilos (latim científico: Artiodactyla), também chamados de cetartiodátilos, constituem uma ordem de mamíferos ungulados com um número par de dedos nas patas.[carece de fontes?] É um grupo muito variado, com cerca de 220 espécies descritas. Incluem muitos animais com grande importância econômica para o homem, como o boi, a cabra, que, no Brasil, tem como maior criadora a região Nordeste, principalmente para a subsistência,[carece de fontes?] o camelo e o porco, entre outros.
Há espécies nativas de artiodáctilos em todos os continentes, exceto na Austrália e na Antártida. É importante mencionar que na Austrália existem espécies de artiodáctilos, que foram, porém, introduzidas pelo Homem.[carece de fontes?] A maioria deles vivem em habitates terrestres, incluindo savanas, montanhas e florestas, mas com um grupo semi-aquático, o dos hipopótamos, e um aquático, os cetáceos. A maioria são herbívoros[carece de fontes?] – e nesta ordem se encontram os ruminantes, com o seu aparelho digestivo especializado. Alguns, porém, são omnívoros, como, por exemplo, o porco. Entre estes animais se encontram alguns dos mamíferos mais rápidos.

## Anatomia
A principal característica dos artiodáctilos é serem paraxónicos, ou seja, o plano de simetria do pé passa entre o terceiro e quarto dedos. Em todas as espécies o número de dedos se encontra reduzido, em relação ao número básico de cinco, característico dos mamíferos: o primeiro dedo perdeu-se neste grupo e o segundo e quinto são pequenos ou vestigiais. O terceiro e o quarto dedos encontram-se bem desenvolvidos, são protegidos por cascos e é sobre eles que todos os artiodátilos se apoiam. Em algumas formas, como nos antílopes e veados, a redução chega aos ossos: o terceiro e quarto metapodiais estão fundidos, parcial ou completamente, num único osso chamado "canhão" e nos membros posteriores destas espécies, os ossos do tornozelo estão também reduzidos em número e é o astrágalo que suporta todo o peso do animal. Estas adaptações ajudam estes animais a correrem mais rápido.
Os artiodáctilos são geralmente divididos em dois grupos com algumas características diferentes, as subordens Suina (porcos, hipopótamos e taguás) e Ruminantia (bovídeos, camelos e os restantes antílopes e veados). Os primeiros têm todos quatro dedos nas patas, dentes molares mais simples, mas os caninos estão muitas vezes transformados em presas e têm pernas mais curtas que os ruminantes. Em geral, eles são onívoros e têm um estômago simples (com exceção dos hipopótamos, que são principalmente herbívoros).
Os membros da subordem Ruminantia tendem a ter pernas mais longas com apenas dois dedos, dentes molares mais complexos, adequados à sua alimentação à base de ervas duras e o estômago dividido em várias câmaras, onde se alojam microorganismos simbiontes que decompõem a celulose. Eles também desenvolveram a técnica de ruminar, ou seja, regurgitam comida parcialmente digerida e tornam a mastigá-la, a fim de extrair dela o máximo de nutrientes.

## Classificação
- Ordem Artiodactyla
  - Subordem Suiformes
    - Família Suidae: porcos e javalis
    - Família Tayassuidae: queixada e caititu (pecari)

  - Subordem Tylopoda
    - Família Camelidae: camelos e lhamas

  - Subordem Whippomorpha
    - Família Hippopotamidae: hipopótamos
    - Família Delphinidae: golfinhos-de-oceano, e baleias-piloto
    - Família Monodontidae: narvais, e belugas
    - Família Phocoenidae: marsopas
    - Família Eschrichtiidae: baleias-cinzentas
    - Família Balaenidae: baleias-francas
    - Família Balaenopteridae: rorquais
    - Família Neobalaenidae: baleias-francas-pigmeias
    - Família Physeteridae: cachalotes
    - Família Kogiidae: cachalotes-anões
    - Família Ziphiidae: baleias-de-bico
    - Família Iniidae: golfinhos-fluviais-amazónicos
    - Família Lipotidae: golfinhos-fluviais-chineses
    - Família Platanistidae: golfinhos-fluviais-sul-asiáticos
    - Família Pontoporiidae: franciscanas

  - Subordem Ruminantia
    - Infraordem Tragulina
      - Família Tragulidae

    - Infraordem Pecora
      - Família Moschidae
      - Família Cervidae: veados
      - Família Giraffidae: girafas e okapis
      - Família Antilocapridae
      - Família Bovidae: bovinos, cabras, carneiros e antílopes

### Árvore filogenética
⇐o Artiodactyla Owen, 1848
```
  |-- †Dichobunidae Gill, 1872 [parafilético ?]
  |--o †Antiacodontidae
  |--o †Helohyidae Marshall 1877
  `--+-- 
Suina
 Gray, 1868 [=Suiformia]
     `--o Selenodontia Scopoli, 1777 
sensu
  Métais et al., 2005
        |--o †Homacodontidae Marsh, 1849
        `--o Selenodontia Scopoli, 1777 
sensu
 McKenna e Bell, 1997
           |-- †Bunomerycidae
           `--o Neoselenodontia Webb e Taylor, 1980
              |--o 
Ruminantia
 Scopoli, 1777
              `--o 
Tylopoda
 Illiger, 1811
```

## Registro fóssil
Tal como a maioria dos mamíferos, os artiodátilos apareceram durante o Eoceno inferior (há cerca de 50 milhões de anos) e eram de pequenas dimensões (do tamanho de uma cabra atual), mas no Oligoceno eles atingiram grandes dimensões. Todos os atuais descendem da ordem Condylarthra, extinta no período Cretácico, há 65 milhões de anos.
No Eoceno superior (há 46 milhões de anos), já se tinham desenvolvido as três subordens atuais. No entanto, os artiodátilos estavam longe de serem os mamíferos herbívoros dominantes, pois os perissodátilos, ordem que atualmente inclui os cavalos e os rinocerontes, eram muito mais numerosos. Os artiodátilos sobreviveram em nichos "marginais", em habitates mais pobres e foi provavelmente nessa altura que eles desenvolveram o seu complexo aparelho digestivo.
Durante todo o Cenozóico apareceram 36 famílias de artiodátilos e os seus membros tinham já as formas a(c)tuais no Mioceno (há 20 milhões de anos, quando se desenvolveram as gramíneas). Durante aquele período, eles tornaram-se os mamíferos herbívoros dominantes, ao mesmo tempo que diminuíram os perissodátilos. Foi sugerido que foi a competição dos artiodátilos que fez diminui a população dos perissodátilos, ou então que o diminuição dos perissodátilos permitiu a radiação dos artiodátilos, mas até ao presente não se conhece o processo desta evolução.

## Predadores
Artiodáctilos têm diferentes predadores naturais dependendo do seu tamanho e habitat. Existem vários animais que predam artiodáctilos, tais como os mamíferos da ordem dos carnívoros, como os felídeos, canídeos, ursídeos e hienídeos. Outros predadores são, por exemplo, crocodilos e para as espécies de pequeno porte e animais jovens, cobras gigantes.